# Agapetes acuminata
Agapetes acuminata är en ljungväxtart som beskrevs av David Don och George Don jr. Agapetes acuminata ingår i släktet Agapetes och familjen ljungväxter. Utöver nominatformen finns också underarten A. a. tipiensis.